# Grongo (sommergibile)
Il Grongo è stato un sommergibile della Regia Marina, appartenente alla classe Tritone.

## Storia
Durante l'allestimento si pensò di impiegarlo come mezzo avvicinatore per mezzi d'assalto, con la collocazione di quattro contenitori cilindrici per SLC o barchini MTR. 
Non entrò però mai in servizio: il 9 settembre 1943, in seguito all'armistizio, ormai prossimo al completamento, fu sabotato dall'equipaggio perché non era in grado di prendere il mare, ma, a differenza dei gemelli Murena e Sparide, fu catturato dai tedeschi prima di poter affondare.
Con il nuovo nome di U. IT. 20, fu rimorchiato da La Spezia a Genova per ultimare i lavori, ma il 4 settembre 1944 fu affondato da un pesante bombardamento aereo sul porto ligure (stessa sorte toccò al Murena e allo Sparide).
A differenza dei due gemelli non esistono certezze sulla sua sorte: secondo alcune fonti sarebbe stato recuperato nell'aprile 1947 e demolito, ma potrebbe anche semplicemente essere stato portato al largo e lasciato affondare per disfarsi del relitto.